# Steganacarus magnus
Steganacarus magnus är en kvalsterart som först beskrevs av Hercule Nicolet 1855.  Steganacarus magnus ingår i släktet Steganacarus och familjen Phthiracaridae. Inga underarter finns listade i Catalogue of Life.